# Dortmund-Barop (przystanek kolejowy)
Dortmund-Barop – przystanek kolejowy w Dortmundzie, w kraju związkowym Nadrenia Północna-Westfalia, w Niemczech. Przystanek został otwarty w 1848. Znajduje się tu 1 peron.